# Alexander Stewart Herschel
Alexander Stewart Herschel (né le 5 février 1836 et décédé le 18 juin 1907) était un astronome britannique.
Bien que beaucoup moins connu que son grand-père William Herschel ou son père John Herschel, il a réalisé un travail de pionnier en spectroscopie des météores,. Il a également travaillé sur l'identification des comètes comme source de pluies de météores. Le graphe de Herschel, le plus petit graphe polyédrique non hamiltonien, doit son nom à Herschel en raison de son travail pionnier sur le jeu icosien (en) d'Hamilton.

## Jeunesse et éducation
Deuxième fils et cinquième enfant des douze enfants de John et Lady Margaret Herschel,, Herschel est né le 5 février 1836 à Feldhausen, près du Cap, en Afrique du Sud, où ils se trouvaient depuis 1834 pour les travaux astronomiques de John. Son frère aîné était William James Herschel, et son frère cadet John Herschel est né en 1837. La famille partit pour l'Angleterre le 11 mars 1838, revenant quelques semaines avant le couronnement de la reine Victoria.
Après quelques études privées, Alexander fut envoyé à la Clapham Grammar School de Londres en 1851, dont Charles Pritchard, qui deviendra plus tard chaire savilienne d'astronomie, était directeur. En 1855, il entre au Trinity College de Cambridge, où il obtient un baccalauréat en tant que vingtième wrangler en 1859, puis une maîtrise en 1877. Alors qu'il était étudiant, il aida James Clerk Maxwell avec ses illustrations de la mécanique de la rotation au moyen de l'appareil connu sous le nom de « le diable sur deux bâtons ». De Cambridge, Herschel passa en 1861 à la Royal School of Mines de Londres et commença l'observation des météores qu'il continua jusqu'à la fin de sa vie,. Il a écrit très tôt, principalement sur des sujets météorologiques, des articles pour la Royal Meteorological Society et, entre 1863 et 1867, il a rédigé de nombreux articles dans Nature.

## Carrière

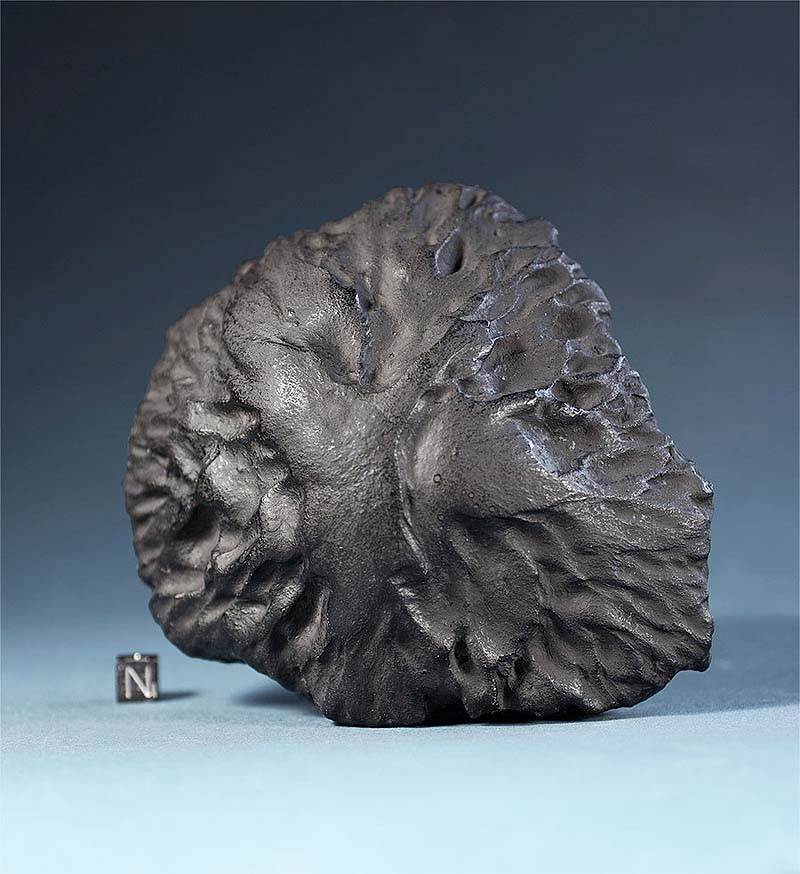
Moulage de la identifiée par Herschel.

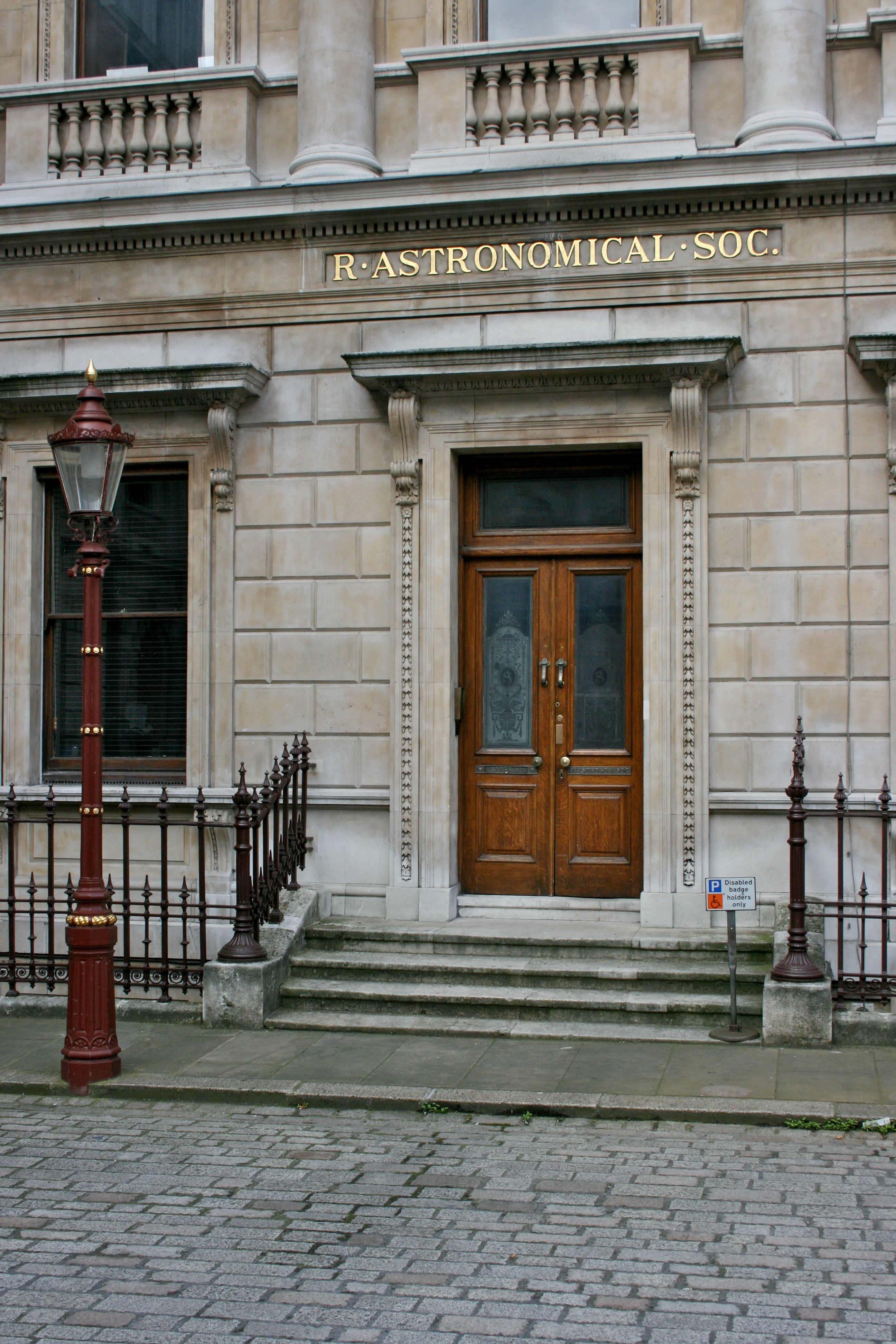
L'entrée de la Royal Astronomical Society dont il était membre.

De 1866 à 1871, Herschel fut maître de conférences en philosophie naturelle et professeur de physique mécanique et expérimentale à l'université de Strathclyde de Glasgow. De 1871 à 1886, il fut le premier professeur de physique et de philosophie expérimentale au Collège des Sciences de l'université de Durham, à Newcastle upon Tyne. À l'université de Durham, Herschel a fourni, principalement par ses efforts personnels, des appareils pour le laboratoire nouvellement installé, certains étant fabriqués par ses propres mains. Lorsque l'université a migré sous le nom d'Armstrong College vers de nouveaux bâtiments, le nouveau laboratoire de physique Herschel porte son nom.
Herschel a consigné avec précision ses observations d'étoiles filantes dans une longue série de carnets manuscrits. Il a également accompli un travail important de synthèse, de réduction et de discussion des résultats d'autres observateurs avec lesquels il correspondait dans toutes les régions du monde. Avec Robert P. Greg, il dressa de vastes catalogues des points radiants des flux de météores, les plus importants d'entre eux étant publiés dans les rapports de la British Science Association pour 1868, 1872 et 1874. Un tableau des points radiants des comètes calculé par Herschel seul se trouve dans le rapport de 1875. Il fut rapporteur au comité de la British Association sur les « observations des météores lumineux », et de 1862 à 1881 rédigea chaque année des rapports complets sur les grands météores observés et sur les progrès de la science météorique. Pour la British Science Association, il prépara les rapports d'un comité composé de lui-même, de son collègue de Newcastle upon Tyne, George A. Lebour et John T. Dunn, qui fut formé pour déterminer la conductivité thermique de certaines roches. Pour les Monthly Notices of the Royal Astronomical Society, il prépara les rapports annuels sur l'astronomie météorique chaque février de 1872 à 1880 et contribua à de nombreux autres articles importants aux Monthly Notices of the Royal Astronomical Society. [2] Dans un article de juin 1872, il montra le lien entre les météores (Andromédides) et les comètes (3D/Biela), et il prédit la pluie qui se reproduisit le 27 novembre 1872. Herschel a acquis une grande précision en notant les trajectoires des météores parmi les étoiles. De sa détermination du point radiant des Léonides, Giovanni Schiaparelli déduit l'identité de leur orbite avec celle de la comète de Tempel de 1866, 55P/Tempel-Tuttle,. En 1864 et 1873, il observa la couleur vert vif de deux météores respectifs des Géminides.
Outre l'astronomie météorique, Herschel s'intéresse à de nombreuses branches des sciences physiques et devient membre de la Physical Society of London en 1889 et de la Society of Arts en 1892. Il contribue fréquemment à Nature, un article sur « The Matter of Space ». en 1883 étant particulièrement remarquable. Il a beaucoup travaillé dans le domaine de la photographie et, en 1893, la Amateur Photographic Association a présenté un portrait agrandi au carbone d'Alexander Herschel au Victoria and Albert Museum pour la National Portrait Gallery.
Herschel devint membre de la Royal Astronomical Society en 1867 et le 12 juin 1884 fut élu membre de la Royal Society, un honneur déjà conféré à son grand-père, son père et son jeune frère John. En 1886, il abandonna sa chaire et fut nommé docteur en droit civil (en) de l'université de Durham. En 1888, avec d'autres membres de sa famille, il réoccupa la maison de Slough, maintenant appelée Observatory House, où avait vécu son grand-père, William Herschel. Il y résida jusqu'à sa mort, absorbé par ses études, mais tard dans sa vie, il fit un voyage en Espagne pour observer l'éclipse solaire du 30 août 1905 (en).

## Décès

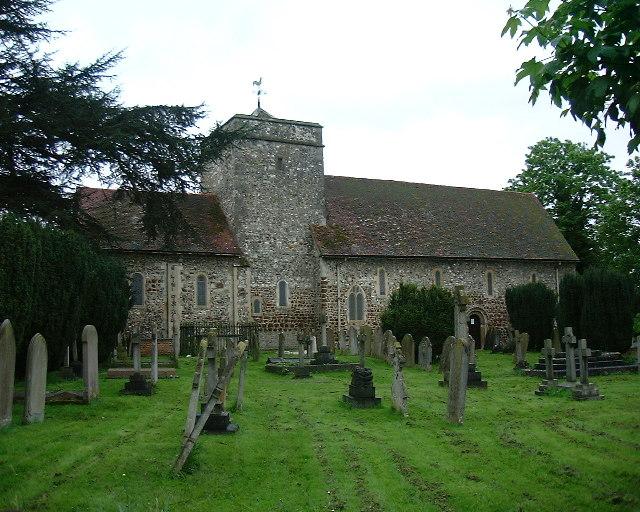
Le cimetière de l' où sont enterrés Alexandre et son grand-père.

Il mourut célibataire à l'Observatory House le 18 juin 1907, et fut enterré dans l'église Saint-Laurent d'Upton-cum-Chalvey (en), où repose son grand-père.